# Trou Madame

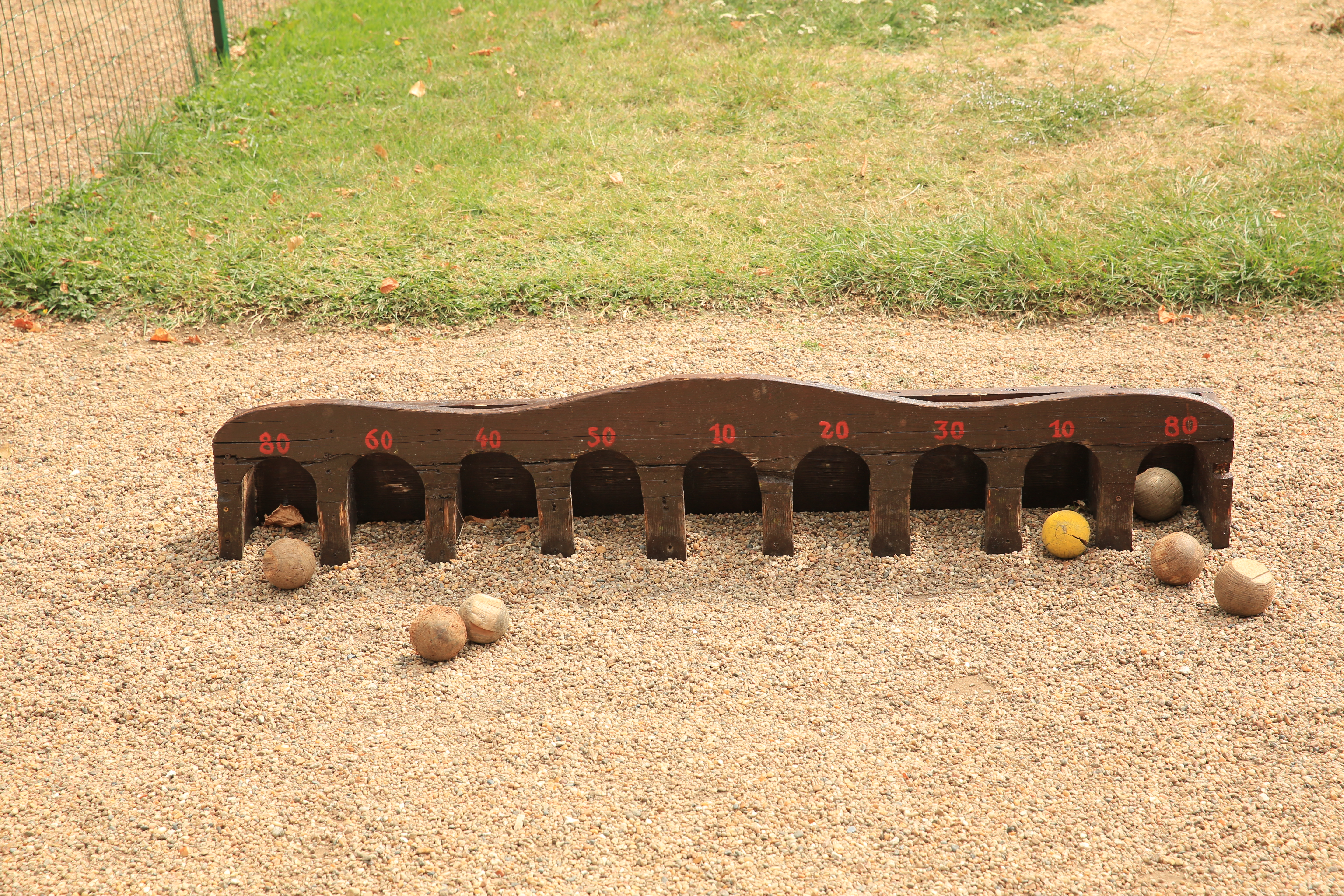
Bildtitel ergänzen

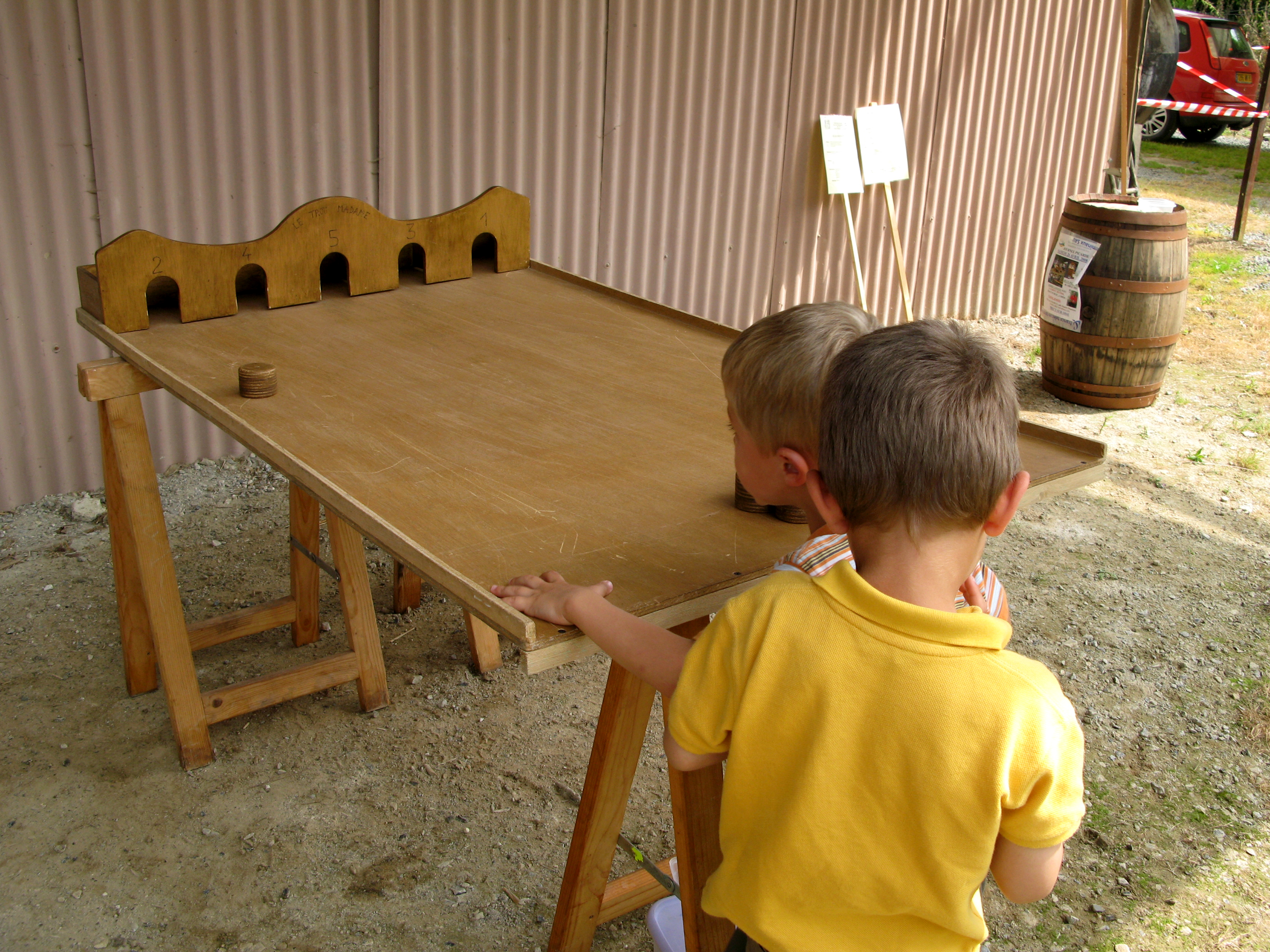
Bildtitel ergänzen

Trou Madame oder Troumadam(e) ist ein Geschicklichkeitsspiel, bei dem eine kleine Wand mit eine Reihe von Toren aufgestellt ist. Die Tore haben unterschiedliche Punktwerte. Mit den Händen werden Kugeln auf diese Tore zu gerollt, um möglichst viele Punkte zu erzielen.
In neuerer Zeit sind auch Varianten wie Jakkolo (Sjoelen) bekannt, bei denen die Kugeln durch Scheiben ersetzt werden. Dadurch entsteht eine größere Ähnlichkeit zu Pielkentafel-Spielen, die aber statt Toren nur bestimmte Bereiche am Ende der langgezogenen Spielfläche haben, auf die gezielt wird.

## Geschichte
Das Spiel ist erstmals in der 2. Hälfte des 16. Jahrhunderts in Frankreich, den Niederlanden und Großbritannien belegt. Die frühen Belege und erhaltene Exemplare der „Torwand“ mit den Löchern legen nahe, dass das Spiel damals auf einer Tischfläche gespielt wurde. Die Anzahl der Löcher betrug im 16. und 17. Jahrhundert beispielsweise elf (so im folgenden Zitat von John Jones) oder dreizehn.

Trol in Madam.
The Ladyes, Gentle Women, Wyues, and Maydes, maye (...) haue in the ende of a Benche, eleuen holes made, intoo the which to trowle pummetes, or Bowles of leade, bigge, little, or meane, or also, of Copper, Tynne, Woode, eyther vyolent, or softe, after their owne discretion, the pastyme Troule in Madame is termed.

„Troll in Madame. Die adligen Damen, Frauen aus gutem Hause, Ehefrauen und Dienerinnen können (...) sich an das Ende eines Brettes elf Löcher machen lassen, in welche Kugeln hineinzurollen, oder Bällchen aus Blei, groß, klein, oder mittel, oder auch aus Kupfer, Zinn, Holz, entweder mit Wucht oder sanft, wie es ihnen gefällt. Der Zeitvertreib wird Troll in Madame (roll hinein, meine Dame) genannt.“

## Bezeichnungen
Jones 1572 („Trol in Madam“ und „Troule in Madame“) und weitere englische Belege aus dem 16. und frühen 17. Jahrhundert („Trol-Madame“ 1606, „Troll-my-dames“ 1616) verweisen auf das englische Verb to troll „etw. rollen, (eine Kugel) bewegen“. Das erste Wort der in der Folgezeit dominierenden, französischen Form Trou Madame hingegen bedeutet „Loch“.
Als alternative Bezeichnungen sind im Deutschen belegt: Löcherspiel, Narrenspiel , in den Narren werfen; Brückenschießen, Kammer-Spiel.